# Índice de Complexidade Econômica

Classificação no Índice de Complexidade Econômica (2015)

O Índice de Complexidade Econômica (ICE) é uma medida holística das capacidades produtivas de grandes sistemas econômicos, geralmente cidades, regiões ou países. Em particular, o ICE busca explicar o conhecimento acumulado em uma população e que se expressa nas atividades econômicas presentes em uma cidade, país ou região. Para atingir este objetivo, o ICE define o conhecimento disponível num local como o conhecimento médio das atividades nele presentes, e o conhecimento de uma atividade como o conhecimento médio dos locais onde essa atividade econômica é desenvolvida. O equivalente do Índice de Complexidade Econômica para produtos é o Índice de Complexidade do Produto ou ICP.
A maior complexidade econômica em comparação ao nível de renda do país impulsiona o desenvolvimento econômico. Muitos países de baixa renda, incluindo Bangladesh, Venezuela e Angola, não diversificaram seu know-how e enfrentam perspectivas de baixo crescimento. Outros, como Índia, Turquia e Filipinas, adicionaram com sucesso capacidades produtivas para entrar em novos setores e impulsionarão o crescimento nos próximos anos.

## História
O ICE foi desenvolvido por Cesar A. Hidalgo, do MIT Media Lab e Ricardo Hausmann, da Kennedy School of Government da Universidade de Harvard. Os dados do ICE estão disponíveis no The Observatory of Economic Complexity. A formulação original do Índice de Complexidade Econômico foi publicada no Proceedings of The National Academy of Sciences em 2009.

## Formulação
Em sua definição matemática estrita, o ICE é definido em termos de um autovetor de uma matriz conectando países a países, que é uma projeção da matriz conectando países aos produtos que exportam. Como o ICE considera informações sobre a diversidade de países e a onipresença de produtos, ele é capaz de produzir uma medida de complexidade econômica contendo informações sobre a diversidade das exportações de um país e sua sofisticação. Por exemplo, o Japão ou a Alemanha, com ICEs elevados, exportam muitos bens de baixa ubiquidade e que são produzidos por países altamente diversificados, indicando que se tratam de economias diversificadas e sofisticadas. Países com ICE baixo, como Angola ou Zâmbia, exportam apenas alguns produtos, que são de relativamente elevada ubiquidade e que são exportados por países não necessariamente muito diversificados, indicando que são países com pouca diversidade e que os produtos que têm exportação não são muito sofisticados.

## Utilidade
Hidalgo e Hausmann propõem o conceito de ICE não apenas como uma medida descritiva, mas também como uma ferramenta preditiva do crescimento econômico e da desigualdade de renda. De acordo com os modelos estatísticos apresentados em seu Atlas of Economic Complexity (2011), o ICE é um preditor mais preciso do crescimento do PIB per capita do que as medidas tradicionais de governança, competitividade (Índice de Competitividade Global do Fórum Econômico Mundial) e capital humano (medida em termos de realização educacional). O ICE também mostra uma forte correlação negativa com a desigualdade de renda, sugerindo que estruturas produtivas mais intensas em conhecimento são mais inclusivas em termos de distribuição de renda e fornecendo uma explicação estatisticamente mais poderosa das variações nacionais na desigualdade de renda do que a Curva de Kuznets.